# Teresa Jabłońska
Teresa Jabłońska (ur. 11 sierpnia 1944 w Chrzanowie) – polska historyk sztuki, kurator, krytyk sztuki i muzeolog. W latach 1991–2012 dyrektor Muzeum Tatrzańskiego w Zakopanem.

## Życiorys
W 1968 ukończyła studia z historii sztuki na Uniwersytecie Jagiellońskim, w 1974 ukończyła studia podyplomowe z muzeologii na UJ. W 1968 rozpoczęła pracę w Muzeum im. Władysława Orkana w Rabce. Przez wiele lat pracowała również w Muzeum Zamojskich w Kozłówce, gdzie zajmowała się rzemiosłem artystycznym. Od 1977 była pracownikiem Muzeum Tatrzańskiego. W 1991 została dyrektorem Muzeum Tatrzańskiego i pełniła tę funkcję do przejścia na emeryturę w 2013. Muzeum Tatrzańskie zawdzięcza Teresie Jabłońskiej bardzo wiele. Przede wszystkim dzięki niej udało się ściągnąć do zakopiańskiej willi Koliba kolejne prace autorstwa Stanisława Ignacego Witkiewicza - Witkacego. To także dzięki niej udało się wyremontować willę Oksza i stworzyć tam Galerię Sztuki XX Wieku. 
Specjalizuje się w zagadnieniach związanych ze sztuką ludową, głównie podhalańską i jej rozwinięciem w teorii i realizacjach stylu zakopiańskiego. Zajmuje się także problematyką ochrony zabytków na polskim Podtatrzu m.in. szałasów tatrzańskich.

## Wybrane publikacje
- Sztuki Piękne pod Tatrami, 2016, Tatrzański Park Narodowy Wydawnictwo[4]
- Tradycja gotycka w polskiej rzeźbie ludowej ("Pol. Sztuka Lud." 26, 1972, nr 2)
- Muzeum Tatrzańskie - muzeum przestrzenne. Informator o ochronie zabytków Podtatrza (Za. 1986, wsp. ze Zbigniewem Moździerzem )
- W zgodzie z naturą, historią i duchem czasu. (O ochronie zabytków na Podtatrzu) ("Rocznik Podhalański" 4, 1987, współautor Z. Moździerz, także o szałasach tatrzańskich.)
- Budynki Muzeum Tatrzańskiego. (Z historii zakopiańskiego stylu) ("Tygodnik Podhalański." 2, 1991, nr 17 i nast.)[3].

## Odznaczenia
- Srebry Medal „Zasłużony Kulturze Gloria Artis” (2011)[5].
- Złota Odznaka Honorowa Województwa Małopolskiego – Krzyż Małopolski (2019)